# Klara (film)
Klara är en svensk familjefilm från 2010 i regi av Alexander Moberg. I rollerna ses bland andra Rebecca Plymholt, Joel Lützow och Regina Lund.

## Handling
Klara flyttar till en liten ort med sin mamma efter att föräldrarna har skilt sig. Hon känner sig utstött och har svårt att träffa vänner. De flesta tjejerna i hennes klass tycker om att rida och för att komma närmare dem börjar även Klara med det. Klara ljuger om att hon kan rida för att inte avslöja att hon är amatör på området, men innan hon vet ordet av har lögnerna gjort att hon anmält sig till en stor ridtävling. Hon räddas av Jonte med vars hjälp hon tränar i hemlighet på Star, en häst som ratats av de andra tjejerna, men som visar sig vara den stora stjärnan.

## Rollista
- Rebecca Plymholt – Klara
- Joel Lützow – Jonte
- Regina Lund – Nita (Klaras mamma)
- Kjell Bergqvist – Rolf (Klaras pappa)
- Ebba Ribbing – Lotta
- Maia Rottenberg – Anna
- Herta Jankert – Amanda
- Josefine Högfelt-Öijer – Blondinbella
- Tova Renman – Mimmi
- Emma Sandborgh – Moa
- Sanna Krepper – Elisabeth
- Carl Miller Ezelius – Nils
- Jessica Pellegrini – Jontes mamma
- Ole Forsberg – Bertil Bohm
- Jacqueline Ramel – Maggan (ridskolelärare)
- Johan Schildt – Lottas pappa
- Ashoke Gabriel – mopedman
- Fredrik Dolk – domare

## Om filmen
Inspelningen ägde rum mellan den 20 juli och 28 augusti 2009 i Lövbrunna, Husa Gård, Bogesunds ridskola, Näsbyparkskolan och Ellagård. Som förlaga låg ungdomsromanen Klaras vintersorg av Pia Hagmar (1999), vilken omarbetades till filmmanus av Petra Norman. Filmen producerades av Thomas Samuelsson och Peter Possne och fotades av Ragna Jorming. Musiken komponerades av Niklas Rundquist och filmen klipptes av Mattias Morheden. Filmen premiärvisades den 26 mars 2010 och utgavs på DVD 22 september samma år.

## Mottagande
Klara har medelbetyget 2,9/5 (baserat på tretton omdömen) på sajten Kritiker.se, som sammanställer recensioner av bland annat film. Aftonbladet, Dagens Nyheter, Expressen, Filmforum, Moviezine, Nerikes Allehanda, Sundsvalls Tidning och Västerbottens Folkblad gav alla betyget 3/5. Gefle Dagblad, Helsingborgs Dagblad, Svenska Dagbladet, Sydsvenskan och Upsala Nya Tidning gav tvåor i betyg.